# Contea di Tyler (Texas)
La contea di Tyler in inglese Tyler County è una contea dello Stato del Texas, negli Stati Uniti. La popolazione al censimento del 2010 era di 21 766 abitanti. Il capoluogo di contea è Woodville. Il suo nome deriva da è John Tyler, politico statunitense e 10º Presidente degli Stati Uniti d'America.

## Geografia
| Anno | Popolazione | ±%     |
| ---- | ----------- | ------ |
| 1850 | 1 894       | Note:  |
| 1860 | 4 525       | 138,9% |
| 1870 | 5 010       | 10,7%  |
| 1880 | 5 825       | 16,3%  |
| 1890 | 10 877      | 86,7%  |
| 1900 | 11 899      | 9,4%   |
| 1910 | 10 250      | −13,9% |
| 1920 | 10 415      | 1,6%   |
| 1930 | 11 448      | 9,9%   |
| 1940 | 11 948      | 4,4%   |
| 1950 | 11 292      | −5,5%  |
| 1960 | 10 666      | −5,5%  |
| 1970 | 12 417      | 16,4%  |
| 1980 | 16 223      | 30,7%  |
| 1990 | 16 646      | 2,6%   |
| 2000 | 20 871      | 25,4%  |
| 2010 | 21 766      | 4,3%   |

Secondo l'Ufficio del censimento degli Stati Uniti d'America la contea ha un'area totale di 936 miglia quadrate (2420 km²), di cui 925 miglia quadrate (2400 km²) sono terra, mentre 11 miglia quadrate (28 km², corrispondenti all'1,2% del territorio) sono costituiti dall'acqua.

### Strade principali
- U.S. Highway 69
- U.S. Highway 190
- U.S. Highway 287
- Recreational Road 255

### Contee adiacenti
- Angelina County (nord)
- Jasper County (est)
- Hardin County (sud)
- Polk County (ovest)

### Aree nazionali protette
- Big Thicket National Preserve (parzialmente)